# Lista de capitais servindo como divisões administrativas por país
A tabela abaixo lista capitais servindo como divisão administrativa por país.
| País                            | Capital          | Divisão administrativa | Divisão administrativa           |
| País                            | Capital          | Termo nativo           | Tradução ou equivalente          |
| ------------------------------- | ---------------- | ---------------------- | -------------------------------- |
| Alemanha                        | Berlim           | land                   | estado                           |
| Argentina                       | Buenos Aires     | ciudad autónoma        | cidade autónoma                  |
| Arménia                         | Erevã            | kaghak                 | cidade                           |
| Austrália                       | Camberra         | federal territory      | território federal               |
| Áustria                         | Viena            | land                   | estado                           |
| Azerbaijão                      | Bacu             | şəhər                  | cidade                           |
| Bélgica                         | Bruxelas         | région / gewest        | região                           |
| Bielorrússia                    | Minsque          | horad                  | município                        |
| Brasil                          | Brasília         | distrito federal       | distrito federal                 |
| Bulgária                        | Sófia            | oblast                 | província                        |
| Camboja                         | Pnom Pen         | krong                  | município autónomo               |
| Cazaquistão                     | Astana           | qalalar                | cidade                           |
| Centro-Africana, República      | Bangui           | commune autonome       | comuna autônoma                  |
| Chade                           | Jamena           | région                 | região                           |
| Checa, República                | Praga            | hlavní město           | município especial               |
| China (Taiuã), República da     | Taipé            | shì                    | município especial               |
| China, República Popular da     | Pequim           | zhíxiáshì              | município diretamente controlado |
| Colômbia                        | Bogotá           | distrito capital       | distrito capital                 |
| Congo, República Democrática do | Quinxassa        | ville neutre           | cidade neutra                    |
| Congo                           | Brazavile        |                        | distrito capital                 |
| Coreia do Norte                 | Pionguiangue     | chikhalsi              | cidade diretamente governada     |
| Coreia do Sul                   | Seul             | teukbyeolsi            | cidade especial                  |
| Croácia                         | Zagrebe          | grad                   | cidade                           |
| Cuba                            | Havana           | municipio especial     | município especial               |
| Dominicana, República           | São Domingos     | distrito nacional      | distrito nacional                |
| Estados Unidos                  | Washington, D.C. | federal district       | distrito federal                 |
| Etiópia                         | Adis Abeba       | āstedader              | administração                    |
| Filipinas                       | Manila           | capital region         | região da capital                |
| França                          | Paris            | département            | departamento                     |
| Gâmbia                          | Banjul           | independent city       | cidade independente              |
| Geórgia                         | Tebilíssi        | k'alak'i               | cidade                           |
| Guiné                           | Conacri          | zona spéciale          | zona especial                    |
| Guiné-Bissau                    | Bissau           | sector autónomo        | sector autónomo                  |
| Hungria                         | Budapeste        | föváros                | cidade capital                   |
| Iémen                           | Saná             |                        | município                        |
| Índia                           | Nova Deli        | Rajdhani               | Território da Capital Nacional   |
| Indonésia                       | Jacarta          | daerah khusus ibukota  | Território da Capital            |
| Japão                           | Tóquio           | to                     | metrópole                        |
| Jibuti                          | Jibuti           | ville                  | cidade                           |
| Laus                            | Vienciana        | kampheng nakhon        | município ou prefeitura          |
| Letónia                         | Riga             | lielpilsēta            | cidade                           |
| Líbia                           | Trípoli          | shabiyah               | distrito                         |
| Maldivas                        | Malé             |                        | cidade                           |
| Mali                            | Bamaco           |                        | distrito                         |
| Mauritânia                      | Nuaquechote      |                        | distrito                         |
| México                          | Cidade do México | distrito federal       | distrito federal                 |
| Moçambique                      | Maputo           | cidade                 | cidade                           |
| Moldávia                        | Quixinau         | municipiu              | município                        |
| Mongólia                        | Ulã Bator        | khot                   | município                        |
| Níger                           | Niamei           | communauté urbaine     | comunidade urbana                |
| Nigéria                         | Abuja            | capital territory      | território da capital            |
| Noruega                         | Oslo             | fylke                  | condado                          |
| Papua Nova Guiné                | Porto Moresby    | distrito capital       |                                  |
| Paquistão                       | Islamabade       | capital territory      | território da capital            |
| Paraguai                        | Assunção         | distrito capital       | distrito capital                 |
| Peru                            | Lima             | provincia              | província                        |
| Portugal                        | Lisboa           | concelho               | concelho                         |
| Quénia                          | Nairóbi          | national capital area  | área da capital nacional         |
| Reino Unido                     | Londres          | region                 | região                           |
| Roménia                         | Bucareste        | municipiu              | município                        |
| Ruanda                          | Quigali          | mairie                 | conselho municipal               |
| Rússia                          | Moscovo          | federalny gorod        | cidade federal                   |
| Salomão, Ilhas                  | Honiara          | capital district       | distrito capital                 |
| Sérvia                          | Belgrado         | grad                   | cidade                           |
| Tailândia                       | Banguecoque      | maha nakhon            | município                        |
| Tajiquistão                     | Duchambe         |                        | cidade independente              |
| Turcomenistão                   | Asgabate         |                        | cidade independente              |
| Ucrânia                         | Quieve           | misto                  | cidade                           |
| Uganda                          | Campala          | city counsil           | conselho urbano                  |
| Usbequistão                     | Tasquente        | shahar                 | cidade autónoma                  |
| Venezuela                       | Caracas          | distrito capital       | distrito capital                 |
| Vietname                        | Hanói            | thu do                 | município                        |
| Zimbábue                        | Harare           | province               | província                        |